# Pablo Zufriátegui
Pablo Zufriátegui Mas de Ayala (o Zufriategui) (Montevideo, 25 de enero de 1783-Montevideo, 23 de mayo de 1840) fue un militar uruguayo que participó en las guerras de independencia de la Argentina y Uruguay y contra el Imperio del Brasil.

## Biografía
Pablo Zufriategui Mas de Ayala nació en Montevideo el 25 de enero de 1783. Era hijo de Francisco de Zufriátegui, natural de Elduain Éibar en Guipúzcoa, y de Catalina Mas de Ayala. Fue un militar destacado que participó en el proceso de independencia siendo integrante de la Cruzada Libertadora de los Treinta y Tres Orientales, liderada por Juan Antonio Lavalleja.
Formó parte de la marina del rey en 1803, luchó contra los ingleses y dos años más tarde obtuvo el empleo de subteniente de artillería.
En 1803 se incorporó a la Marina española. Tras participar en la lucha contra la primera invasión inglesa, en 1807 enfrentó a las fuerzas británicas que sitiaban Montevideo y efectuó operaciones de corso contra buques de la flota invasora. Fue tomado prisionero y enviado a Gran Bretaña, de donde pasó a España, luchando contra la invasión napoleónica. Regresó al Río de la Plata en 1809.
Se incorporó a las fuerzas de Artigas en Canelón Chico contra la dominación de España,el 18 de mayo de 1811 se incorporó al ejército de José Gervasio Artigas en la Batalla de Las Piedras y se sumó posteriormente al primer sitio de Montevideo, a órdenes de José Rondeau.
Su hermano, Juan Zufriátegui, también se incorporó al movimiento patriótico.
Ligado a la masonería al igual que José Rondeau, el presbítero Valentín Gómez y José Benito Monterroso, pasó a Buenos Aires donde en 1812 se incorporó a la Logia Lautaro.
En enero de 1812 estuvo presente tanto en Buenos Aires como en Montevideo. Le fue otorgado el ascenso a teniente efectivo, donde mandó la batería del regimiento Nro. 6. Peleó en la batalla del Cerrito en diciembre de 1812, embarcó las naves patriotas del almirante Brown e hizo el corso en las aguas del Este en 1813-1814.
Estuvo presente en la caída de Montevideo del gobierno español, que se entregó al general porteño Alvear, tuvo grado de capitán de artillería en 1814. Zufriategui permaneció en Montevideo al servicio de Artigas donde estuvo frente a la capitanía del puerto. Perdida la causa de patría emigró a Buenos Aires, donde estuvo alineado a Alvear, donde alcanzó el grado de sargento mayor.
En la capital de la Provincia Cisplatina, tomó ejercicio en el ejército portugués. En 1823 era sargento mayor del Batallón Cívico, pero al producirse conflictos entre lusitanos e imperiales, se le ordenó abandonar el país, donde regresa a Buenos Aires donde comienza a planearse la invasión del año 1825 con el desembarco de los Treinta y Tres Orientales era Zufriategui jefe de más graduación entre los compañeros de Lavalleja.
En la campaña contra el Imperio llegó a coronel graduado el 6 de julio de 1826, y proclamado pocos días después como jefe del regimiento de infantería de Libertos Orientales. Participó en Ituzaingó uno de los hechos finales del conflicto entre Las Provincias Unidas y el Imperio de Brasil.

### Familia de Zufriategui
Pablo José Zufriategui y Mas de Ayala, tuvo 8 hermanos. De los cuales no es simple encontrar información y la que se encuentra es muy limitada. De estos hermanos se destacan los siguientes: Su hermana Antonia Zufriategui y Mas de Ayala, tuvo un hijo con José Giró , llamado Juan Francisco Giró Zufriategui, el cual más tarde fue el presidente de la República.
Su hermano Toribio José Antonio Zufriategui y Mas de Ayala, sirvió 3 años en la milicia de la cual fue licenciado por la cortedad de su vista.
Rafael Antonio Zufriategui y Mas de Ayala, fue sacerdote. En 1811 fue enviado a España como delegado por Montevideo ante la Cortes de Cádiz. Inició como “párroco castrense” en el libro militar de Montevideo. El 5 de junio de 1814 las autoridades españolas concedieron a Rafael , “capellán del Real Cuerpo de artillería del Río de la Plata y ex-diputado en Cortes”.
Ignacio José Ventura Zufriategui y Mas de Ayala, religioso de la Orden de N.P.S. Francisco primero como capellán 2do del Real hospital de Montevideo e interino de las brigadas veteranas del Real Cuerpo de artillería.
Prudencio Toribio Zufriategui y Mas de Ayala. En febrero de 1807, fue hecho prisionero por los ingleses y devuelto posteriormente a España Sobre Prudencio no hay mucha más información , ya que lo último que se tiene es sobre el testamento de su padre de febrero de 1813, donde se comenta que él mismo era teniente de dragones.
Juan José Zufriategui y Mas de Ayala, fue militar. Este fue nombrado el 24 de febrero de 1815 como comandante del 2do escuadrón de la Guardia Caballería del Supremo Gobierno.
Pablo contrajo dos veces matrimonio, de los cuales tuvo dos hijos. Fue esposo de Dominga Rodríguez Lemos y de Ignacia Riao Artigas de Zufriategui, con quien tuvo dos hijos, Antonia Zufriategui Riao y Eustaquio Juan Pablo Zufriategui Riao.

### Isla de las Ratas
A mediados de 1811 el bombardeo a los bastiones de Montevideo estaba a punto de concluir por falta de pólvora por lo que se pensó en atacar la batería enemiga en la isla de las Ratas, en la bahía de la ciudad, y capturar el depósito de pólvora. El comandante del sitio, general José Rondeau, y el coronel Miguel Estanislao Soler acordaron llevar a cabo el proyecto y pusieron al mando de la infantería y del comando de la operación al capitán del Regimiento Dragones de la Patria Juan José Quesada quien conformó una fuerza de setenta voluntarios, incluyendo los bogadores procedentes de los diversos cuerpos que participaban del bloqueo.

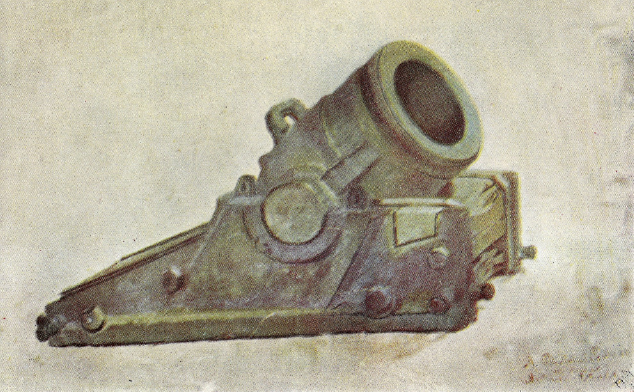
Mortero utilizado en el bombardeo de Montevideo.

Quesada nombró como su segundo al teniente de Dragones José Caparrós, mientras que el mando de los botes, provistos por pescadores del arroyo Miguelete, correspondía al entonces teniente de Marina Pablo Zufriátegui, quien tenía por segundo al piloto y ayudante interino de artillería Vicente Barbas.
El asalto se hizo efectivo el 15 de julio de 1811. Tras atracar, los incursores redujeron a la guardia, eliminaron al comandante de la plaza y rindieron a la guarnición. Tras cargar veinte quintales de pólvora (cerca de una tonelada), armamentos y correajes, se clavaron los diez cañones y partieron de regreso. A las cinco de la mañana arribaron a la costa, siendo recibidos en triunfo por el general Rondeau.

### Operaciones posteriores
En el mismo año de 1811 participa de la captura de la fragata española Consolación.
Iniciado el segundo sitio de Montevideo, fue designado como comandante de artillería de las fuerzas del General José Rondeau, participando de la Batalla de Cerrito.
Abierta la Campaña Naval de 1814, el 15 de enero de 1814 se unió a la tripulación de la goleta Fortuna, parte de la escuadrilla comandada por el comodoro Guillermo Brown. La Fortuna intervino en el Combate de Martín García e integró la división que al mando del capitán Tomás Nother enfrentó a la escuadra de Jacinto de Romarate en el combate de Arroyo de la China el 28 de marzo de ese año.
Tras el conflicto por el nombramiento de diputados por la Banda Oriental a la Asamblea del año XIII, el 20 de enero de 1814 las fuerzas de Artigas se habían retirado del sitio de Montevideo. Tras la victoria de Brown en Martín García y en el Combate naval del Buceo, Montevideo quedó sitiada por tierra y por mar por lo que ante la inminencia de su caída, el Director Supremo de las Provincias Unidas del Río de la Plata Gervasio Antonio de Posadas nombró a su sobrino Carlos María de Alvear para reemplazar a Rondeau y ser quien obtuviera la gloria, aunque no el esfuerzo de rendir la plaza.
El 20 de junio de 1814, la ciudad de Montevideo finalmente cayó y el general Alvear se negó a entregarla a los orientales, lo que reinició el conflicto civil.
En octubre, las fuerzas del Directorio al mando del coronel Manuel Dorrego vencieron a las fuerzas artiguistas al mando de Fernando Otorgués en la batalla de Marmarajá. Alvear creyó que había terminado con la insurrección y ordenó que sus fuerzas retrocedieran hacia Buenos Aires. 
Zufriategui, quien permanecía en Buenos Aires desde la desmovilización de la flota en el mes de noviembre, decidió volver a la Banda Oriental y sumarse a la causa de Artigas, por lo que fue declarado traidor por Alvear.
A fines de 1814 se reiniciaron las hostilidades, y el 10 de enero de 1815 los directoriales fueron vencidos en la Batalla de Guayabos. Poco después, también los directoriales de la provincia de Entre Ríos eran derrotados, y el ahora Director Supremo Alvear ordenó abandonar la Banda Oriental. Las fuerzas porteñas saquearon Montevideo y dejaron a Otorgués la ciudad.

### Capitán del Puerto de Montevideo
Zufriategui fue designado primer Capitán del Puerto de Montevideo del período independiente. Sus tareas las alternó con las que exigía la capitanía del Regimiento de Cívicos, cuerpo de infantería integrado por 500 civiles vecinos de Montevideo, creado en 1815 en previsión de una anunciada expedición española que vendría a reconquistar la ciudad.
El 28 de agosto de 1816 se inició la invasión de la Banda Oriental por las tropas del Reino Unido de Portugal, Brasil y Algarve al mando de Carlos Federico Lecor. En enero de 1817 Artigas ordenó la evacuación de Montevideo, por lo que Zufriátegui cesó en sus funciones. El 20 de enero Lecor entró en la ciudad y recibió la sumisión de su cabildo, mientras la resistencia contra el invasor se trasladaba al norte del Río Negro.
En 1817 se constituyó en Montevideo la Logia Caballeros Racionales integrada en sus comienzos por el ahora emigrado Alvear, Juan Larrea, Santiago Vázquez, Manuel Álvarez, Francisco Martínez Nieto, Ventura Vázquez y Juan Zufriátegui.
Zufriátegui regresó a Buenos Aires, donde participó en los hechos de la Anarquía del Año XX, del lado de Alvear. Formó parte del ejército con que éste participó en la guerra civil y fue tomado prisionero en el combate de San Nicolás de los Arroyos. En 1822 fue dado de baja del ejército, por la reforma militar del ministro Bernardino Rivadavia.
Posteriormente se formaría la logia paramasónica de los Caballeros Orientales, entre cuyos 42 miembros (22 registrados también en la masonería) se contarían los Zufriátegui.

### Guerra del Brasil
Hacia finales de la dominación portuguesa de Montevideo, Zufriategui pasó a Buenos Aires y se incorporó al grupo de Juan Antonio Lavalleja como Sargento Mayor. Fue uno de los Treinta y Tres Orientales, que el 19 de abril de 1825 desembarcaron en la Banda Oriental, incorporada por el Imperio del Brasil como Provincia Cisplatina, e iniciaron el levantamiento contra el invasor. Luego del desembarco, el 1.º de mayo de 1825 fue ascendido a teniente coronel y nombrado "Jefe del Estado Mayor Patriótico", el ejército de la Cruzada Libertadora. Participó de las acciones de San Salvador, Monzón, la toma de San José y comandó el ala derecha del mismo en la batalla de Sarandí.
Participó seguidamente en la guerra contra el Imperio del Brasil, integrando la fuerza expedicionaria que invadió el sur del Imperio entre 1826 y 1828. Con el grado de coronel tuvo el mando del Regimiento de Libertos Orientales en la victoria de Ituzaingó del 20 de febrero de 1827.

### Conflictos con Fructuoso Rivera
Dentro de la lucha contra el Imperio de Brasil, aunque compartían objetivos comunes, algunos militares tenían diferencias de opinión. Fue el caso entre Zufriategui, Jefe de Estado Mayor General, y Fructuoso Rivera, Inspector General de Ejército. En una correspondencia militar del 28 de octubre de 1825, Rivera escribió lo siguiente a Zufriategui: “como no se ignora que en ningún reglamento aparezca que donde hay un Inspector General de Ejército pueda haber un Jefe de Estado Mayor General, yo creí que esas funciones hubiesen cesado desde el momento mismo en que yo me rendí al Ejército”. Ahí se discute sobre el liderazgo y los roles de cada uno.

### Posición frente a la independencia
La historiografía sobre la constitución del Estado independiente del Uruguay se enfoca mayormente en el aspecto político y militar. Sin embargo, el contexto social y cultural de lo político también tienen un papel importante para el entendimiento de las luchas de poder del Río de la Plata. Con ellos se puede, entre otros, resaltar que todos los actores del periodo no pensaban ni actuaban monolíticamente.
Según la caracterización del Cónsul británico en Montevideo a comienzos de 1825, Thomas S. Hood, Zufriategui se puede posicionar en ese último grupo ya que formó parte de la Batalla de las Piedras en 1811.

### Participación en la sociedad secreta Logia Caballeros Orientales
Después del exilio de su líder a Paraguay en el 1820 y bajo el aparato estatal de la gobernación luso-brasileña, el proyecto republicano artiguista tuvo que transformarse, vivir soterrado, y sus partidarios también tuvieron que cambiar su actitud. En el periodo de 1816 y 1828, en la Provincia Oriental, todos no actuaban sólo en la esfera pública o la política formal. De hecho, se construyó todo un escenario político paralelo en el cual muchos se organizaron en facciones o "sociedades secretas."
Aunque no se disponen de las listas completas de esas sociedades y de sus miembros, existen relatos como el de Francisco Solano Antuña, quién atesta al establecimiento en 1822 de una sociedad política secreta que se denominó Logia Caballeros Orientales, la cual se deriva de la Logia Lautaro de Buenos Aires. Entre los nombres verificables de los miembros de esa sociedad estaba Pablo Zufriategui, junto con Juan Antonio Lavalleja, Francisco Aguilar y Manuel Oribe, entre otros.

### Estado Oriental del Uruguay
Finalizada la guerra y establecida la independencia del Estado Oriental del Uruguay, Pablo Zufriategui solicitó la baja, y el 29 de noviembre de 1828 fue designado diputado por el Departamento de Colonia a la primera Asamblea General Constituyente y Legislativa del Estado reunida en Florida. Con el nacimiento del país, fue jefe del ejército uruguayo.
El 9 de febrero de 1829, el Gobierno Provisorio de José Rondeau lo designó nuevamente como Capitán del Puerto de Montevideo, cargo que mantuvo hasta el 18 de noviembre de 1830. En ejercicio de ese puesto, el 3 de julio de 1830, en vísperas de la jura de la primera Constitución de Uruguay, Zufriategui solicitó la aprobación del primer uniforme de los oficiales de Marina y de la Capitanía. 

### Fallecimiento
El coronel Pablo Zufriátegui murió en Montevideo el 23 de mayo de 1840. 